# Amit Kumar (ur. 1989)
Amit Kumar (ur. 10 marca 1989) – indyjski zapaśnik walczący w obu stylach. Złoty medal na mistrzostwach Wspólnoty Narodów w 2011 i srebrny w 2007 roku.